# Sangan
Sangān (farsi سنگان) è una città dello shahrestān di Khvaf, circoscrizione di Sangan, nella provincia del Razavi Khorasan in Iran. Aveva, nel 2006, una popolazione di 8.718 abitanti.